# Стэнли, Чарльз Джон
Чарльз Джон Стэнли (англ. Charles John Stanley, 17 января 1712 по старому стилю — 19 мая 1786) — английский композитор и органист эпохи позднего барокко.

## Биография
Джон Стэнли родился в Лондоне 17 января 1712. В возрасте двух лет он неудачно упал на мраморный очаг с фарфоровой миской в руке. Этот несчастный случай оставил его почти слепым на всю жизнь.
Джон начал изучать музыку в возрасте семи лет под руководством Мориса Грина, композитора и органиста в соборе Св. Павла. Он учился, по словам Чарльза Бёрни, «с большим усердием и успехом, который был удивителен». В возрасте девяти лет Стэнли уже играл на органе — вероятно, в качестве временного заменяющего — в окружной церкви Олл-Хэллоус Брэд Стрит. Местный органист скончался 23 сентября 1723 года, и ровно месяц спустя одиннадцатилетний Стэнли был назначен на его место с зарплатой в 20 фунтов в год.
Когда Стэнли исполнилось четырнадцать лет, «в предпочтении к большому числу кандидатов», согласно Бёрни, он был выбран органистом в церковь св. Андрея в Холборне, а в возрасте семнадцати лет стал самым молодым человеком, получившим степень бакалавра музыки (англ. Bachelor of Music, B.Mus). в Оксфордском университете.
В 1734 году Стэнли был назначен органистом в Общество Внутреннего Темпла, и эту позицию он сохранил до своей смерти в 1786 году. Именно в древней церкви Темпла его блестящая игра на органе и клавесине привлекла внимание многих выдающихся музыкантов, включая Генделя, который регулярно посещал церковь, чтобы услышать игру Стэнли. Стэнли был также хорошим скрипачом.
В 1738 году Стэнли женился на Саре Арлонд — дочери капитана Эдварда Арлонда из East India Company, от которого затем получал приданое 7,000 фунтов в год. Сестра Сары Энн, которая в это время жила с ними, стала переписчиком работ слепого композитора.
Будучи фактически слепым, Стэнли, однако, имел замечательную память, которая помогала ему дирижировать многие оратории Генделя, самому писать музыку и получать удовольствие от карточных игр со своими многочисленными друзьями. Если Стэнли требовалось аккомпанировать свежесозданной оратории, он просил, чтобы его невестка сыграла её только один раз — этого было достаточно для Стэнли, чтобы выучить произведение. Он часто играл на органе в Воксхолл-Гарденз, наиболее предпочитая играть на благотворительных акциях и при открытии любых недавно построенных церковных органов. Стэнли даже выкраивал время на преподавание. В 1757 была впервые исполнена его оратория Jephthah.
После смерти Генделя в 1760 году Стэнли начал сотрудничество с композитором Джоном Кристофером Смитом и позже с Томасом Линли, имея целью продолжить серию ораторий в Ковент-Гарден. В течение первого сезона Стэнли написал ораторию Zimri. Он лично аккомпанировал всем ораториям и исполнял концерты во время каждого интервала. Также в 1760 он составил оду в память о Георге II и в знак уважения к Георгу III, которая была впервые исполнена в театре Друри-Лейн. По случаю свадьбы короля в 1762 он составил драматическую пасторальную ораторию, Arcadia.
Гендель был начальником лондонской больницы подкидышей. Орган был подарком Генделя больнице, и сам Гендель дирижировал одиннадцатью исполнениями своей «Мессии» там, таким образом зарабатывая 7,000 фунтов для благотворительных целей. Продолжая идти по стопам Генделя, Стэнли избрался начальником больницы в 1770 году, и с 1775 до 1777 он тоже перечислял средства, вырученные с исполнения «Мессии» в помощь фондам больницы.
В 1779 Стэнли сменил Уильяма Бойса на должности Мастера королевской музыки. В этом качестве он составил многие новогодние и поздравительные оды ко дню рождения монарха, но, к сожалению, эта музыка не сохранилась. Последняя работа Стэнли, вероятно, — ода, сочиненная на день рождения короля (4 июня 1786). Стэнли так и не услышал её исполнение, поскольку скончался в своем доме в Хаттон-Гарден 19 мая 1786 в возрасте 74-х лет.
Работы Стэнли включают также оперу Teraminta, драматическую кантату The Choice of Hercules, двенадцать иных кантат с текстами Джона Хокинса, оратории Jephtha, The Fall of Egypt, Zimri, и, кроме того, инструментальную музыку — в частности, трехтомник импровизаций для органа (1748, 1752 и 1754). Почти весь импровизационный материал характеризуется коротким, медленным вступлением, за которым следует либо соло-стоп, либо фуга. Некоторые из импровизаций были переложены для струнного камерного оркестра и трубы и исполняются в наши дни.
Его учеником был Джон Алкок, органист и композитор.

## Работы
- Opus 1 Eight Solos for Flute and Continuo (1740)
- Opus 2 Six Concertos for strings (or organ & strings or flute & continuo) (1742/1745)
- Opus 3 Six Cantatas (1742)
- Opus 4 Six Solos for Flute and Continuo (1745)
- Opus 5 Ten Voluntaries for Organ (1748)
- Opus 6 Ten Voluntaries for Organ (1752)
- Opus 7 Ten Voluntaries for Organ (1754)
- Opus 8 Six Cantatas (1751)
- Opus 9 Three Cantatas (1751)
- Jephthah: Oratorio (1757)
- Opus 10 Six Concertos for Organ or Harpsichord solo (1775)
- Zimiri: Oratorio (1760)
- Arcadia: A dramatic pastoral Oratorio (1762)
- The Fall of Egypt: Oratorio (1774)